# Pelargonium insularis
Pelargonium insularis es una especie de planta fanerógama perteneciente a la familia Geraniaceae. Es un endemismo de la isla de Samhah en el archipiélago de Socotra en Yemen. 

## Hábitat y ecología
Fue descubierta en 1999 en los acantilados de piedra caliza orientados al norte de la isla. Representa el primer registro del género desde el archipiélago de Socotra. En el momento de su descubrimiento se encontró solo una única planta y una extensa búsqueda no logró encontrar más. Los acantilados en que se producen se frecuentemente envueltos en nubes bajas y proporcionan un refugio relativamente húmedo que ocupa a menos de 5 km², en una isla desértica. Los informantes locales saben de la planta y comentan que se encuentra a lo largo de los acantilados y proporciona pastoreo para el ganado. Su natural de hábitat es en las zonas rocosas. Está amenazada por pérdida de hábitat.